# یوستا منوسون
یوستا منوسون (سوئدی: Gösta Magnusson؛ ۱۳ سپتامبر ۱۹۱۵ – ۲۵ نوامبر ۱۹۴۸) وزنه‌بردار اهل سوئد بود.
وی در مسابقات کشوری و بین‌المللی در مجموع برندهٔ ۱ مدال طلا، ۱ مدال برنز شده‌است.